# Saint-Gatien-des-Bois
Saint-Gatien-des-Bois é uma comuna francesa na região administrativa da Normandia, no departamento Calvados. Estende-se por uma área de 49,25 km². Em 2010 a comuna tinha 1 368 habitantes (densidade: 27,8 hab./km²).